# تجارة بين المستهلك والشركة
التجارة بين المستهلك والشركة (C2B) هي نموذج عمل يخلق فيه المستهلكون (الأفراد) قيمة وتستهلك الشركات هذه القيمة. على سبيل المثال عندما يكتب المستهلك مراجعات أو عندما يقدم المستهلك فكرة مفيدة لتطوير منتج جديد، فإن هذا الفرد يقوم بإنشاء قيمة للشركة، إذا اعتمدت الشركة هذه المشاركة منه. المفاهيم المستثناة هي تحديد مصدر الجمهور والإبداع المشترك.
نموذج التجارة بين المستهلك والشركة يطلق عليه أيضًا اسم عطاء عكسي أو نموذج جمع الطلبات والذي يتيح للمشترين أن يحددوا سعرهم وغالبًا ما يكون ملزمًا بالنسبة لبضاعة أو خدمة محددة ينتجها الطلب. حيث يقوم الموقع بجمع عروض الطلب ثم يعرض العروض على الباعة المشاركين.
وهناك صيغة أخرى لنموذج التجارة بين المستهلك والشركة وهي التجارة الإلكترونية وهي نموذج تجاري يتمكن المستهلكون من خلاله من عرض المنتجات والخدمات على الشركات وتدفع الشركات لهم. هذا النموذج التجاري هو عكس النموذج التجاري التقليدي بالكامل الذي تعرض فيه الشركات بضائعها وخدماتها على المستهلكين. (التجارة بين الشركة والمستهلك= B2C). يمكن أن نرى هذا المثال في المدونات أو منتديات الإنترنت حيث يعرض المؤلف وصلة للعودة إلى الشركة على الإنترنت مما يسهل شراء بعض المنتجات (مثل الكتب على موقع Amazon.com) وربما يتلقى المؤلف عائدًا ثانويًا من البيع الناجح.
.
هذا النوع من العلاقات الاقتصادية مؤهل باعتباره أحد أنواع العمل التجاري المعكوس. يرجع الفضل في التوصل إلى نموذج المستهلك والشركة إلى التغيرات الكبيرة:
- المتعلقة بمجموعة كبيرة من الناس للشبكة ثنائية الاتجاه التي جعلت هذا النوع من العلاقات التجارية ممكنًا. منافذ وسائل الإعلام التقليدية الكبرى هي علاقة من اتجاه واحد بينما الإنترنت ثنائي الاتجاه.
- التكلفة المنخفضة للتكنولوجيا: أصبح الآن لدى الأفراد إمكانية الحصول على تكنولوجيات كانت متاحة للشركات الكبرى فقط (الطابعات الرقمية وتكنولوجيا الاستحواذ والحواسب الآلية ذات الأداء العالي والبرمجيات القوية)